# Xã Morgan, Quận Sharp, Arkansas
Xã Morgan (tiếng Anh: Morgan Township) là một xã thuộc quận Sharp, tiểu bang Arkansas, Hoa Kỳ. Năm 2010, dân số của xã này là 233 người.